# Franz Herzog (Chorleiter)

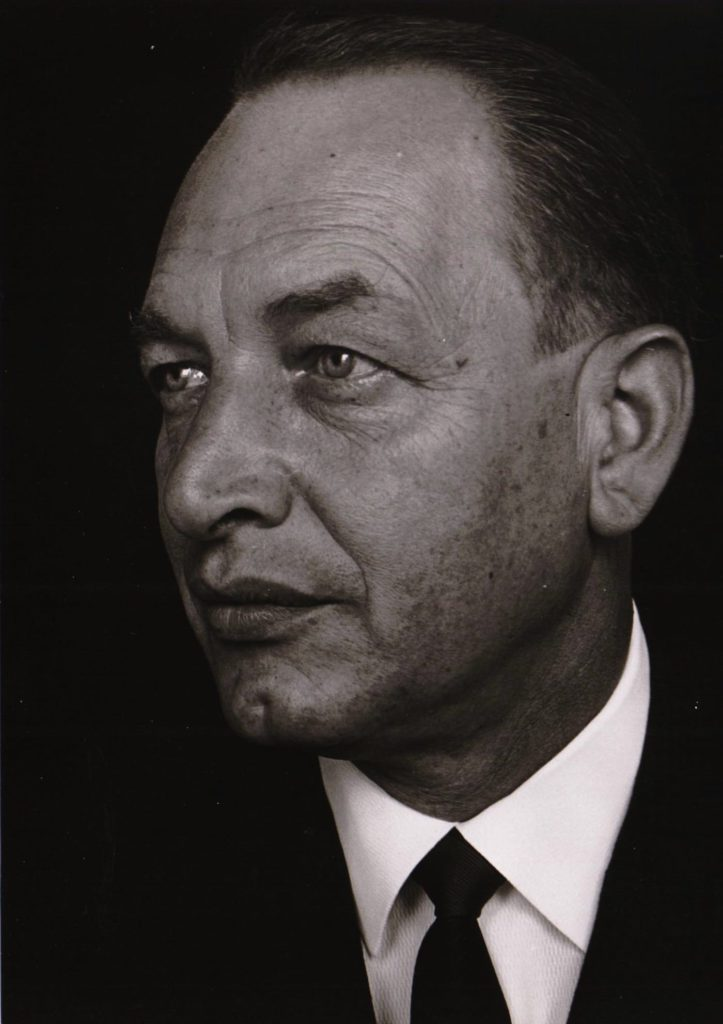
Franz Herzog

Franz Herzog (* 30. Mai 1917 in Elsterberg; † 28. Februar 1986 in Göttingen) war ein deutscher Chordirigent, Musikpädagoge und Komponist.

## Leben
Franz Herzog wuchs in Elsterberg (Vogtland) auf und war ab 1928 Mitglied des Dresdner Kreuzchores und Schüler von Kreuzkantor Rudolf  Mauersberger. Von 1934 bis 1937 war er Chorpräfekt beim Kreuzchor, d. h. Vertreter des Kreuzkantors, und übernahm bereits als Jugendlicher die künstlerische Leitung  von Konzerten und Vespern des Kreuzchores bis hin zur Einstudierung neuer Werke, darunter auch eigene Kompositionen. Von 1937 bis 1940 studierte Herzog am Konservatorium in Dresden die Fächer Komposition und Dirigieren und legte bereits 1938 seine Chormeisterprüfung ab. Zu seinen Lehrern gehörten u. a. Walther Meyer-Giesow, Ernst Hintze und Herbert Viecenz. Außerdem erhielt er Klavierunterricht bei Karl Weiß. 1939 heiratete Herzog und wurde kurz danach zum Kriegsdienst eingezogen, der erst mit Ende des Zweiten Weltkrieges 1945 endete. Während eines Heimaturlaubes 1940 legte er die Kapellmeisterprüfung ab.
Nach dem Krieg war Herzog von 1945 bis 1953 Musiklehrer an der Oberschule für Jungen in Peine, zusätzlich von 1947 bis 1955 Leiter des Städtischen Chores Peine und von 1949 bis 1953 Dirigent der Braunschweigischen Musikgesellschaft. 1953 übernahm er die Stelle eines Musiklehrers am Felix-Klein-Gymnasium in Göttingen, das damals ebenfalls ein Jungengymnasium war. Zusätzlich leitete er von 1953 bis 1964 den katholischen Männerchor Cäcilia sowie für einige Jahre das Schulorchester des Felix-Klein-Gymnasiums. Als Musiklehrer baute er einen leistungsfähigen Schulchor auf. Erste Rundfunkaufnahmen entstanden 1957 beim Norddeutschen Rundfunk.
1957 fand im Felix-Klein-Gymnasium ein Jubiläumskonzert des Deutschen Allgemeinen Sängerbundes mit dem Göttinger Symphonieorchester und einem Projekt-Chor unter der Leitung von Franz Herzog statt, für das er eine eigene große Antigone-Musik (FHWV 45) komponiert hatte. In dieser Veranstaltung wurde ihm die „Goldene Ehrennadel“ in Anerkennung der großen Verdienste um den Chorgesang verliehen.
1962 erfolgte die Umbenennung des Schulchores am Felix-Klein-Gymnasium  in Göttinger Knabenchor, nachdem sich Pläne zur Übernahme des Kreuzkantorates als Nachfolger von Rudolf  Mauersberger nicht realisieren ließen.
Bis 1979 wirkte Herzog als Musiklehrer am Felix-Klein-Gymnasium, musste aber u. a. aus gesundheitlichen Gründen bereits 1980 auch die Leitung des Knabenchores abgeben. Während der 18 Jahre, die er den Göttinger Knabenchor leitete, realisierte er mit seinem Ensemble Konzerte im In- und Ausland, organisierte Konzertreisen in Deutschland und u. a. nach England, Frankreich, Polen, Schweden, in die Schweiz und die USA, machte Rundfunkaufnahmen beim Norddeutschen und beim Hessischen Rundfunk und produzierte 7 Schallplatten. Dazu kamen Fernsehaufnahmen beim Norddeutschen Rundfunk 1969 und 1977. Als Chor der Stadt wirkte der Göttinger Knabenchor bei Grundsteinlegung und Einweihung der Stadthalle und der Synagogengedenkstätte mit, außerdem bei Universitätskongressen sowie  städtischen Veranstaltungen. Partnerschaftliche Beziehungen mit  Knabenchören im In- und Ausland wurden gepflegt und  erweitert.
Von 1967 bis 1979 wirkte der Göttinger Knabenchor als Oratorienchor bei den Göttinger Händelfestspielen mit, u. a. bei der Aufführung des Messias 1973 und von Judas Maccabäus 1977 zusammen mit den Posener Nachtigallen  im Rahmen der deutsch-polnischen Freundschaft, dazu Saul 1975 mit dem Stockholmer Knabenchor. 1978 wurde Franz Herzog in Anerkennung seiner Verdienste die  „Ehrenmedaille der Stadt Göttingen“ verliehen. 1982 wurde er von der Stadt Göttingen offiziell von seinem Amt im Alten Rathaus im Rahmen einer Feierstunde verabschiedet. Am 28. Februar 1986 verstarb er in Göttingen.

## Werke
Franz Herzog hinterließ ein reichhaltiges musikalisches Werk, mit Kompositionen aus vielen Bereichen, u. a. 4 Messen, Werke für Orchester, Sonaten, Kammermusik, Lieder, Motetten, Chorwerke mit Instrumentalbegleitung, Volksliedbearbeitungen, u. a. auch Bearbeitungen von Songs der Beatles.
Das Werkverzeichnis enthält etwa 200 Kompositionen. Herzog hat viel für seine Chöre und Orchester komponiert und auf ihre Qualitäten zugeschnitten. Eine Reihe von Werken liegt in Aufnahmen des Göttinger Knabenchores vor, weitere in Aufnahmen z. T. namhafter Interpreten wie dem Dresdner Kreuzchor, dem Mädchenchor Hannover oder der Hannoverschen Solistenvereinigung unter Wilfried Garbers.